# Giuseppe Nogara
Giuseppe Nogara (Bellano, 26 giugno 1872 – Udine, 9 dicembre 1955) è stato un arcivescovo cattolico italiano.

## Biografia

### I primi anni e la carriera religiosa
Nato a Bellano, comune all'epoca facente parte della provincia di Como, il 26 giugno 1872, decise giovanissimo di abbracciare la vocazione religiosa e fu compagno di studi di Luigi Maria Olivares, futuro vescovo di Sutri e Nepi e venerabile della chiesa cattolica, negli anni trascorsi al seminario minore di Monza. Passò quindi al Pontificio seminario lombardo dove conseguì la laurea in filosofia e teologia. Venne ordinato sacerdote il 4 agosto 1895 dal cardinale Andrea Carlo Ferrari.
Tornato a Monza, divenne dapprima professore di filosofia presso il seminario minore che aveva frequentato e poi divenne, sempre a Monza, direttore della scuola politico-sociale locale. Dal 1904 divenne docente di Sacra Scrittura nel seminario teologico di Milano, curando la pubblicazione di alcuni saggi critico-esegetici; dal 1912 al 1918 fu revisore ecclesiastico dell'editrice Vita e pensiero e nel 1913 venne nominato canonico del duomo di Milano. Divenne quindi direttore dell'ufficio della catechesi diocesana e direttore del periodico "La Scuola Cattolica", nonché assistente diocesano della Gioventù femminile di Azione Cattolica e dell'Unione donne cattoliche. In questi anni si dedicò ampiamente anche alla ricerca storica a carattere locale, lavorando a stretto contatto col direttore della Biblioteca Ambrosiana che era all'epoca Achille Ratti (poi divenuto papa Pio XI). Quando il Ratti divenne pontefice nel 1922, questi chiamò il Nogara a Roma e lo nominò segretario della pontificia Opera per la Propaganda della fede, nominandolo poi anche segretario generale del comitato per l'Anno Santo 1925, e quindi di assistente ecclesiastico dell'Unione donne cattoliche, compito quest'ultimo che assolse sino al marzo 1928.

### I primi anni di episcopato
Il 27 gennaio 1928 venne prescelto quale arcivescovo metropolita di Udine. Ricevette l'ordinazione episcopale il 25 aprile dal cardinale Willem Marinus van Rossum, coconsacranti l'arcivescovo Francesco Marchetti Selvaggiani e il vescovo Giulio Serafini.
Promosse la costruzione della Casa dell'Azione Cattolica a Udine, che benedì solennemente il 6 luglio 1930 e in generale si prodigò particolarmente perché l'Azione Cattolica avesse una vasta diffusione nel Friuli. Si circondò di diverse personalità di spicco nel ruolo di consiglieri, in particolare traendoli dagli ambienti del disciolto Partito Popolare Italiano (predecessore della Democrazia Cristiana).
Ossequioso nei confronti del partito fascista, nel 1933 si batté ad ogni modo perché la lingua slovena venisse regolarmente utilizzata per l'insegnamento del catechismo e nella celebrazione delle messe presso le parrocchie friulane. Tale battaglia, della quale il Nogara riferì anche al Vaticano, rimase inascoltata ed alla fine venne persa del presule. Si dichiarò favorevole alla battaglia del grano. 
Nel luglio 1935 celebrò il sinodo dal quale emerse la sua forte preoccupazione nei confronti della moralità del popolo della sua diocesi e proprio per questo, scrisse, la guerra venne da lui interpretata come castigo correttivo dell'uomo, rifacendosi al pensiero moralistico-ascetico, per quanto ne deplorava la lunga durata e le sofferenze al popolo.

### I duri anni della guerra
Ancora una volta nella primavera del 1943, il Nogara si impegnò a favore dell'Azione Cattolica, invitando i cattolici della sua diocesi a perseguire innanzitutto i principi della morale cattolica, col diritto morale di partecipare alla vita politica per tracciare un cambiamento della società. Questo suo ardore, che lasciava quasi preludere a un suo distacco dal partito fascista, divenne però più evanescente dopo l'8 settembre di quello stesso anno, quando si limitò a occuparsi di iniziative di assistenza per la popolazione durante la guerra, anziché prendere parte attiva al dibattito politico e sociale. Fu ad ogni modo uno dei firmatari del "Documento ufficiale dei vescovi del litorale adriatico" che venne sottoscritto a Trieste dai presuli friulani il 14 marzo 1944 nel quale veniva richiamata l'importanza del rispetto della dignità della persona e dei suoi diritti, documento che nell'ottica del Nogara si rivolgeva tanto ai fascisti quanto ai tedeschi e ai partigiani, facendo desistere tutti dall'uso della violenza come mezzo di risoluzione dei contrasti. Da un lato autorizzò le prediche di padre Sigfrido Eusebio Zappaterreni, fervente repubblichino, mentre dall'altro promosse segretamente l'azione partigiana di don Aldo Moretti.
Assieme al suo clero diocesani, si prodigò a favore della popolazione ed in particolare organizzò un articolato sistema di assistenza per i deportati, proteggendo i fuggiaschi e dando assistenza e conforto a carcerati, condannati e feriti, nonché offrendosi personalmente come mediatore negli scambi di prigionieri. Tra il dicembre del 1944 e il gennaio del 1945, il Nogara fu il mediatore principale tra il comando nazista in Friuli ed i partigiani della brigata "Osoppo" ed ebbe modo di lamentarsi col generale inglese Terence Sydney Airey, comandante del Territorio Libero di Trieste dopo la fine del secondo conflitto mondiale, il quale tese più volte a sminuire il ruolo degli italiani nella guerra per la liberazione nazionale. 

### Il periodo post-bellico e gli ultimi anni
Dopo la fine della guerra, gli obbiettivi principali del suo episcopato divennero la ricostruzione delle comunità nella diocesi, l'organizzazione dei laici e la lotta al pericolo della diffusione del comunismo derivato dall'espansionismo promosso dalla vicina Jugoslavia di Josip Broz Tito. Ancora una volta, l'arcivescovo mise al centro del suo operato l'Azione Cattolica, appoggiandola politicamente alla Democrazia Cristiana. Nel 1947 nominò quale delegato dell'associazionismo cattolico nella sua diocesi don Aldo Moretti che mantenne tale ruolo sino al 1955. In quello stesso 1947 pubblicò una lettera pastorale dal titolo In vista della Costituzione con la quale, in linea col programma espresso da Pio XII, si augurava che i padri costituenti mirassero innanzitutto alla promozione dell'educazione nella scuola ed al riconoscimento della religione cattolica come metro fondante della comunità italiana. Ancora una volta, in vista delle elezioni del 1948, si servì attivamente di don Moretti, cogliendo l'occasione per sollecitare il clero a sostenere con le proprie forze e quelle dei laici nell'operato dell'ACLI. 
Dal luglio del 1949, riprese attivamente la lotta al pericolo del dilagare del comunismo, scomunicandone gli aderenti ed esprimendo l'importanza dell'educazione del clero alla popolazione per evitare il rischio di ricadute negative per atteggiamenti troppo morbidi. 
Col passare degli anni si ammalò sempre più gravemente, al punto che dalla primavera del 1953 gli venne affiancato mons. Luigi Cicuttini con la carica di vescovo ausiliare che egli stesso provvide a consacrare. Negli ultimi anni si impegnò anche attivamente nella ricostruzione del seminario diocesano, gravemente bombardato nel 1944, che completò poi il suo successore. Si spense a Udine il 9 dicembre 1955.

## Critiche
I ricercatori storici Alessandra Kersevan e Pierluigi Visintin descrissero il vescovo Nogara come un uomo ambiguo e fiancheggiatore del fascismo. Lo storico Tarcisio Venuti invece lo definì come "equidistan[te] fra i contendenti, [come lo] stesso papa Pacelli". "Non era fascista; certamente fu anticomunista, e non era il solo; lo erano gli stessi partigiani della Osoppo", purtuttavia "fin dopo la strage di Porzûs [...] non pensava che ci fosse sostanziale diversità fra osovani e garibaldini, pur sapendo che i capi di questi ultimi erano almeno simpatizzanti del comunismo".

## Genealogia episcopale e successione apostolica
La genealogia episcopale è:
- Cardinale Scipione Rebiba
- Cardinale Giulio Antonio Santori
- Cardinale Girolamo Bernerio, O.P.
- Arcivescovo Galeazzo Sanvitale
- Cardinale Ludovico Ludovisi
- Cardinale Luigi Caetani
- Cardinale Ulderico Carpegna
- Cardinale Paluzzo Paluzzi Altieri degli Albertoni
- Papa Benedetto XIII
- Papa Benedetto XIV
- Papa Clemente XIII
- Cardinale Marcantonio Colonna
- Cardinale Giacinto Sigismondo Gerdil, B.
- Cardinale Giulio Maria della Somaglia
- Cardinale Carlo Odescalchi, S.I.
- Cardinale Costantino Patrizi Naro
- Cardinale Lucido Maria Parocchi
- Papa Pio X
- Papa Benedetto XV
- Cardinale Willem Marinus van Rossum, C.SS.R.
- Arcivescovo Giuseppe Nogara

La successione apostolica è:
- Arcivescovo Roberto Nogara (1934)
- Arcivescovo Leone Giovanni Battista Nigris (1938)
- Vescovo Emilio Pizzoni (1951)
- Vescovo Luigi Cicuttini (1953)